# Özhan Öztürk
Özhan Öztürk, né en 1968 à Istanbul, est un léxicologue et mythologue turc.

## Biographie
Il a publié en deux tomes, un dictionnaire encyclopédique, Karadeniz Ansiklopedik Sozluk, sur la culture, l'histoire, la langue régionale et les différentes dialectes des peuples de la région de la Mer Noire. 
Il a aussi établi un travail alphabétique en Turc (Mitoloji ve Folklor Ansiklopedisi, dictionnaire de Mythologie et de Folklore). Ce travail est considéré comme le travail le plus détaillé fait dans la langue Turque jusqu'à présent, sur le folklore, la mythologie et la croyance (confession) des peuples du monde entier[réf. nécessaire]. 

## Œuvres
- Karadeniz Ansiklopedik Sözlük, Istanbul, 2005. Heyamola. 2 vol.  (ISBN 975-6121-00-9)
- Folklor ve Mitoloji Sözlüğü, Ankara, 2009. Phoenix.  (ISBN 978-605-57-3826-6)
- Pontus: Antik Çağ’dan Günümüze Karadeniz’in Etnik ve Siyasi Tarihi. Genesis. Ankara, 2011.  (ISBN 978-605-54-1017-9)
- Dünya Mitolojisi. Ankara, 2016. Nika.  (ISBN 978-605-8389199)